# South Saturn Delta
South Saturn Delta — посмертный альбом-компиляция Джими Хендрикса, выпущенный в 1997 году и состоящий из демозаписей, незаконченных дублей, альтернативных аранжировок и прочего материала, над которым работал Хендрикс вплоть до своей смерти в 1970-м.

## Об альбоме
South Saturn Delta включает в себя первые аранжировки и различные дубли таких знаменитых песен как «Little Wing», «Pali Gap», «All Along The Watchtower», а также ранее не выпускавшихся песен «South Saturn Delta» и «Message to the Universe».
Альбом South Saturn Delta занял 51-е место в чарте Billboard.

## Список композиций
1. «Look Over Yonder» — 3:25
2. «Little Wing» — 2:44
3. «Here He Comes (Lover Man)» — 6:33
4. «South Saturn Delta» — 4:07
5. «Power of Soul» — 5:20
6. «Message to the Universe (Message of Love)» — 6:19
7. «Tax Free» (Bo Hansson) — 4:58
8. «All Along the Watchtower» (Bob Dylan) — 4:01
9. «The Stars That Play with Laughing Sam's Dice» — 4:20
10. «Midnight» — 5:32
11. «Sweet Angel (Angel)» — 3:55
12. «Bleeding Heart»(Elmore James) — 3:15
13. «Pali Gap» — 5:08
14. «Drifter's Escape» (Bob Dylan) — 3:05
15. «Midnight Lightning» — 3:07

## Над альбомом работали
- Jan Hugo Carlsson — композитор
- Chas Chandler — сведение
- Billy Cox  — бас-гитара, вокал
- Bob Dylan — композитор
- Jimi Hendrix — композитор, гитара, вокал
- Mitch Mitchell — барабаны